# Петрос (Черногора)
Петрос (укр. Петрос) — гора, четвёртая по высоте вершина Украины (2020,2 м).
Находится между горами Шешул и Говерла в Раховском районе Закарпатской области.
Петрос — это один из знаменитых двухтысячников Украинских Карпат, находящийся в составе Черногорского хребта, между горами Говерла, Шешул и Менчиль. Гора названа румынами petrós (каменистый), поэтому её имя — производное не от «Петр», а от романского слова «камень».
Западный и восточный склоны крутые с многочисленной каменной россыпью, северный и северо-восточный склоны — обрывистые, со скальными выступами. Состоит из песчаников. Покрыта преимущественно субальпийской растительностью. Распространены кустарники (можжевельник сибирский, рододендрон), черничные заросли и еловые леса (до высоты 1530—1600 м). Зимой довольно часто бывают снежные лавины. Есть туристическая зона на южных склонах.
Пейзажи с Петроса почти такие же, как с Говерлы. Особенно хорош главный хребет Черногоры, который можно наблюдать по всей его длине — от Говерлы до Попа Ивана. Чётче, чем с Говерлы, видно Близницу и за ней — ряд горных долин хребта Свидовец.

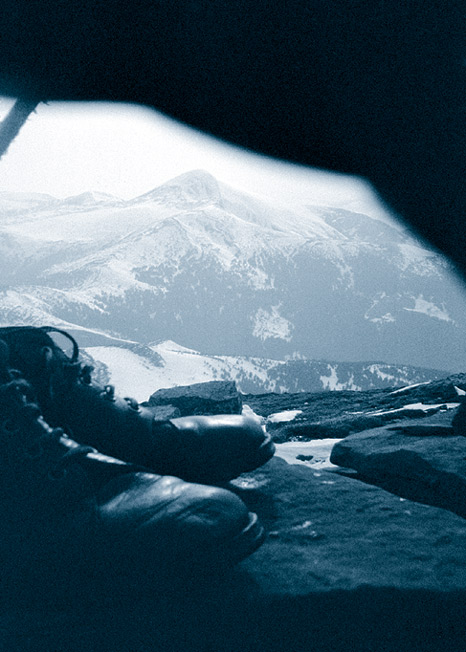
Каменный тур на вершине Петроса. Конец апреля 1978 года. Вид на Говерлу

## Топографические карты
- Лист карты M-35-133 Рахов. Масштаб: 1 : 100 000. Указать дату выпуска/состояния местности.